# Deportivo Venezuela
Deportivo Venezuela fue un club de fútbol amateur venezolano.

## Historia
El Deportivo Venezuela participó solamente en la Era amateur del Fútbol venezolano. Tuvo como sede la ciudad de Caracas, siendo fundado en septiembre de 1926 por varios empresarios españoles junto con algunos venezolanos y un italovenezolano.  Su Junta Directiva inicialmente era: Gustavo Ponte (presidente de lejano origen italiano), Gerardo Sansón, Julio Díez, Manuel Guadalajara, Roberto Pérez, Santiago Pérez, Claudio Carrasquero, Antonio Gutiérrez, Leopoldo Márquez, Carlos Eloy Márquez, Carlos Parisca y Roberto Todd. Al equipo le decían Hijos de María, debido al uniforme de blanco y azul. Fue uno de los pocos elencos de la época con cancha propia, la que estaba ubicada en la urbanización Los Caobos. Jugó en la primera división entre 1928 y 1946. El equipo se fundó en la localidad caraqueña de Puente Dolores, pero jugó la mayoría de sus partidos en la Urbanización El Conde. La mayoría de sus jugadores y directivos/entrenadores eran españoles o de origen ibérico cuando fue fundado, participando en el Campeonato de 1926.
El Club Deportivo Venezuela ha conseguido 4 campeonatos en la Primera División de Venezuela: en 1928, 1929, 1931 y 1933. El Deportivo Venezuela se proclamó por primera vez Campeón de Venezuela al vencer 4-1 al Centro Atlético Sport Club en el partido final de la temporada 1928, apenas un par de años después de ser fundado.
En 1932 fue uno de los equipos que participaron en la primera Copa Venezuela. En la LVF (Liga Venezolana de Fútbol) se reunieron directivos de cinco equipos: Dos Caminos SC (estado Miranda) y los caraqueños Loyola SC, Deportivo Venezuela, Centro Atlético de los Deportes y Gimnasia con el Unión SC, aprobando el inicio de dicho torneo.
El Deportivo Venezuela fue subcampeón de la "Copa Venezuela" en 1936, 1937 y 1945.
Sucesivamente fue disuelto por problemas de presupuesto en 1946 y su franquicia pasó al equipo Universidad Central a principios de 1947.

## Participaciones en Copas varias
El Deportivo Venezuela -luego de ser fundado en 1926- participó en las siguientes "Copas" amistosas:
- 1928 – Copa Ellas

El torneo se realizó en honor a la mujer venezolana. Centro Atlético, Deportivo Venezuela, Alemania DSV (Deutscher Sport Verein), Venzóleo y Unión SC fueron los participantes.
- 1930 – Copa Transporte Caracciolo

Se disputó entre Deportivo Venezuela y Unión SC. El primer juego quedó 1-1, Deportivo Venezuela se impuso 2-0 en el segundo compromiso.
- 1930 – Copa Nuovo Giardino D’Italia[3]

El torneo fue patrocinado por los “señores Gian Giácomo Capra y Angelo Rossi, activos y laboriosos comerciantes, bajo cuya vigilancia funciona el restaurante El Nuovo Giardino D’Italia, en las Galerías del Capitolio”, según se lee en "El Nuevo Diario". Ambos inmigrantes italianos encargaron la realización del trofeo “a la casa especialista en el ramo de trofeos de sports (deportes) S.A. Arrigo Finzi de Milán”. Jugaron la Copa el Italia FC y el Deportivo Venezuela, entre otros.
- 1931 – Copa Alemania

John Strich, dueño de la cervecería alemana Strich en los Altos de Capitolio, patrocinó la Copa Alemania. Unión SC, Centro Atlético, Deportivo Venezuela, Dos Caminos, Loyola SC, Italia FC y Alemania DSV fueron los participantes.
- 1932 – Copa Venezuela

El presidente del Deportivo Venezuela, Nicolás de las Casas, recibió una copa de plata del Barcelona FC. Ese trofeo se ofreció al ganador de la primera edición de la Copa Venezuela jugada a finales de 1932, que fue el Union FC mientras que el Deportivo Venezuela fue segundo.